# Långasjö
Långasjö – miejscowość (tätort) w Szwecji, w regionie administracyjnym (län) Kalmar, w gminie Emmaboda.
Według danych Szwedzkiego Urzędu Statystycznego liczba ludności wyniosła: 330 (31 grudnia 2015), 346 (31 grudnia 2018) i 363 (31 grudnia 2019).